# Pagre reial
El pagre reial o la fusta (Pagrus caeruleostictus) és un peix teleosti de la família dels espàrids i de l'ordre dels perciformes.

## Morfologia
Pot arribar als 90 cm de llargària total.

## Distribució geogràfica
Es troba a les costes de l'Atlàntic oriental (des de Portugal fins a Angola, incloent-hi la mar Mediterrània).